# Messerschmitt Me.163 Komet
Мессершмитт Ме.163 Комета (нем. Messerschmitt Ме.163 «Komet») — немецкий ракетный истребитель-перехватчик времён Второй мировой войны. Главный конструктор — Вольдемар Фойгт. Первый полёт совершил 1 сентября 1941 года. Выпускался небольшой серией. К концу 1944 года поставлено 470 самолётов всех модификаций, включая прототипы. Первый боевой вылет выполнен 14 мая 1944 года.
В начале производства на серийные Me.163 устанавливался жидкостный ракетный двигатель HWK 109-509-A1 с регулируемой в пределах 15,7 кН (1600 кгс) — 0,98 кН (100 кгс) тягой, в котором в качестве окислителя использовался стабилизированный 80-% пероксид водорода (T-Stoff), а в качестве горючего — смесь из ~57 % метанола, ~30 % гидразин-гидрата и ~13 % воды (C-Stoff). Система зажигания не требовалась — после слияния двух жидкостей сразу начиналась химическая реакция. Топливо и окислитель в камеру сгорания подавались турбонасосами, приводимыми в движение кислородно-паровой смесью, получавшейся при каталитическом разложении пероксида водорода. Использование таких турбонасосов давало возможность остановки и повторного запуска двигателя. Из-за малого количества топлива самолёт не мог совершить повторный заход на цель.
В дальнейшем Me.163 оснащались двигателем HWK 109-509А-2 с двумя камерами сгорания: стартовой, с тягой, регулируемой в пределах 16,68 кН (1700 кгс) — 1,96 кН (200 кгс), и маршевой с постоянной тягой 2,95 кН (300 кгс).
После взлёта самолёт сбрасывал шасси, а приземлялся на выдвижную лыжу.
Такими самолётами вооружили три группы, однако из-за острой нехватки топлива в военных действиях смогла принять участие лишь одна.
Первой готовой к боевым действиям эскадрильей была 20./JG 1, позднее переименованная в I./JG 400, командир — капитан Роберт Олейник. До конца войны группа базировалась в Виттмунде.
Эти самолёты произвели лишь несколько вылетов, при этом было потеряно 11 машин, в то время как они смогли уничтожить лишь 9 самолётов противника (по другим источникам было сбито 16 самолётов противника при 10 потерянных машинах).

## Модификации

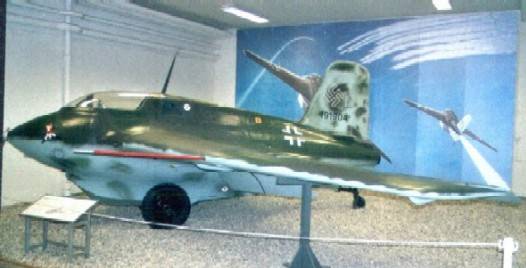
Me.163B (Original)

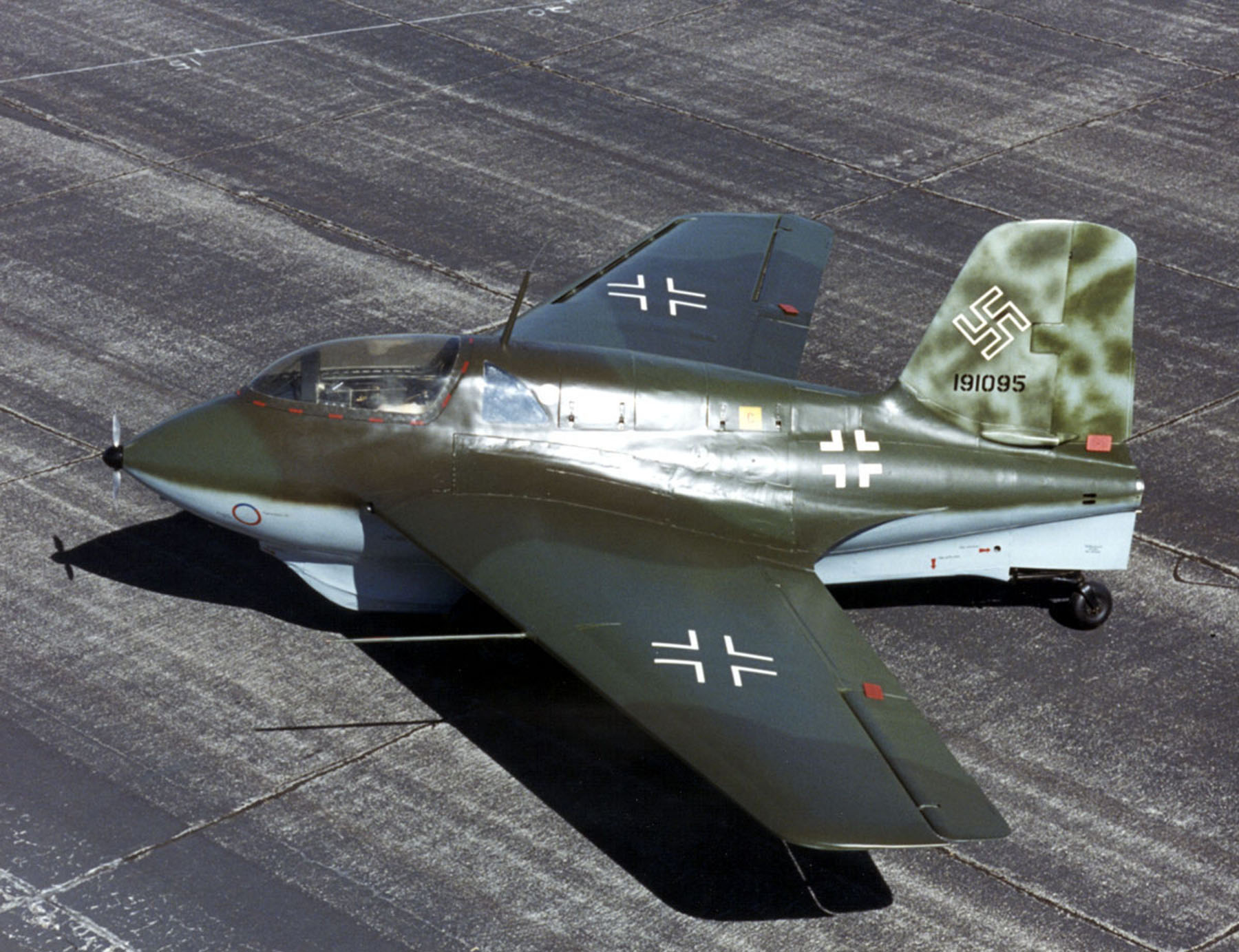
Me.163S на выставке в Национальном музее американских военно-воздушных сил

Me.163S — двухместный безмоторный учебный вариант, предназначавшийся для отработки посадки. Построено несколько экземпляров.
Существовал также учебный вариант Me-163 с кабиной на двух пилотов.
Не попали в серию Me.163C и Me.163D.

## В СССР
Некоторые уцелевшие трофейные самолёты этого типа проходили всесторонние испытания в авиационных КБ СССР, для изучения немецкого опыта в создании реактивных самолётов. Несмотря на хорошие аэродинамические свойства Me 163, было решено не использовать наработки этих самолётов в создании собственных, в частности потому, что пероксида водорода в СССР не хватало, а сбрасываемая колёсная тележка не отвечала требованиям к самолётам.
В итоге, советская конструкторская мысль склонилась к приоритету копирования другого реактивного немецкого трофея, им стал Messerschmitt Me.262.

## Тактико-технические характеристики

Схема Me.163.

Приведённые ниже характеристики соответствуют модификации Me.163 B-1:

### Технические характеристики
- Экипаж: 1 человек
- Длина: 5,69 м
- Размах крыла: 9,32 м
- Высота: 2,75 м
- Площадь крыла: 19,62 м²
- Масса пустого: 1 905 кг
- Масса снаряженного: 3 950 кг
- Максимальная взлетная масса: 4 110 кг
- Двигатели: 1× жидкостный ракетный (ЖРД) Walther HWK 109-509A-2
- Тяга: 1× 17 кН

### Лётные характеристики
- Максимальная скорость: на уровне моря 830 км/ч, на высоте 3000 м 960 км/ч
- Посадочная скорость: 220 км/ч
- Практическая дальность: 200
- Продолжительность полёта: ≈ 8 минут
- Практический потолок: 12 000 м
- Скороподъёмность: 3 600 м/мин[6], 4.860 м/мин[7], 10.020 м/мин[8]
- Нагрузка на крыло: 213 кг/м²
- Тяговооружённость: 0,42

### Вооружение
- На первых 47 экземплярах 2*20-мм пушки Маузер MG−151/20, боезапас 100 выстрелов на ствол.
- Затем 2*30-мм пушки Рейнметалл-Борзиг MK 108, боезапас 60 выстрелов на ствол.
- Бронирование: 15 мм бронеплита спереди, бронестекло, бронеспинка 8-13 мм

## В играх
- Me.163 присутствует в игре Secret Weapons of the Luftwaffe
- Ме.163 присутствует в игре Commandos: Beyond the Call of Duty (миссия «Орлиное гнездо»)
- Ме.163 присутствует в игре Panzer General
- Ме.163 присутствует в игре War Thunder
- Me.163 присутствует в игре Ил-2 Штурмовик
- Me.163 также представлен в дополнении Secret weapons of WWII для Battlefield 1942
- Me.163 также представлен в модификации Forgotten Hope для Battlefield 1942
- Me.163 присутствует в игре Смерть Шпионам: Момент Истины
- Me.163 присутствует в игре Airfix Dogfighter.
- Самолёт Me.163 присутствует в игре Call of War
- Самолёт LF-22 Starling, основанный на Me.163, добавлен в GTA Online в дополнении «Контрабандисты» («Smuggler’s Run»), выпущенном 29.08.2017